# 泣いたロザリオ
「泣いたロザリオ」（ナイタロザリオ）は、日本の歌手・青柳翔のデビューシングル。2016年10月26日にSony Music Associated Recordsから発売。

## 収録曲

### 初回限定盤
CD
1. 泣いたロザリオ
2. tomorrow

DVD
1. 泣いたロザリオ（Music Video）

### 通常盤
1. 泣いたロザリオ
2. tomorrow
3. Maria -Acoustic ver.-
4. 泣いたロザリオ(Instrumental)

### ワンコイン盤
1. 泣いたロザリオ